# Food City Dirt Race
De Food City Dirt Race is een race uit de NASCAR Cup Series. De race wordt gehouden op de Bristol Motor Speedway in Bristol over een afstand van 267 mijl of 430 km. De eerste editie werd gehouden in 1961 en gewonnen door Joe Weatherly. In het najaar wordt op hetzelfde circuit de Irwin Tools Night Race gehouden.

## Namen van de race
- Southeastern 500 (1961 - 1975)
- Southeastern 400 (1976)
- Southeastern 500 (1977 - 1979)
- Valleydale Southeastern 500 (1980)
- Valleydale 500 (1981 - 1986)
- Valleydale Meats 500 (1987 - 1991)
- Food City 500 (1992 - 2010)
- Jeff Byrd 500 (2011)
- Food City 500 (2012 - heden)

## Winnaars
| Jaar                        | Winnaar          | Auto             |
| Southeastern 500            | Southeastern 500 | Southeastern 500 |
| --------------------------- | ---------------- | ---------------- |
| 1961                        | Joe Weatherly    | Pontiac          |
| 1962                        | Jim Paschal      | Plymouth         |
| 1963                        | Fireball Roberts | Ford             |
| 1964                        | Fred Lorenzen    | Ford             |
| 1965                        | Junior Johnson   | Ford             |
| 1966                        | Dick Hutcherson  | Ford             |
| 1967                        | David Pearson    | Dodge            |
| 1968                        | David Pearson    | Ford             |
| 1969                        | Bobby Allison    | Dodge            |
| 1970                        | Donnie Allison   | Ford             |
| 1971                        | David Pearson    | Ford             |
| 1972                        | Bobby Allison    | Chevrolet        |
| 1973                        | Cale Yarborough  | Chevrolet        |
| 1974                        | Cale Yarborough  | Chevrolet        |
| 1975                        | Richard Petty    | Dodge            |
| Southeastern 400            |                  |                  |
| 1976                        | Cale Yarborough  | Chevrolet        |
| Southeastern 500            |                  |                  |
| 1977                        | Cale Yarborough  | Chevrolet        |
| 1978                        | Darrell Waltrip  | Chevrolet        |
| 1979                        | Dale Earnhardt   | Chevrolet        |
| Valleydale Southeastern 500 |                  |                  |
| 1980                        | Dale Earnhardt   | Chevrolet        |
| Valleydale 500              |                  |                  |
| 1981                        | Darrell Waltrip  | Buick            |
| 1982                        | Darrell Waltrip  | Buick            |
| 1983                        | Darrell Waltrip  | Chevrolet        |
| 1984                        | Darrell Waltrip  | Chevrolet        |
| 1985                        | Dale Earnhardt   | Chevrolet        |
| 1986                        | Rusty Wallace    | Pontiac          |
| Valleydale Meats 500        |                  |                  |
| 1987                        | Dale Earnhardt   | Chevrolet        |
| 1988                        | Bill Elliott     | Ford             |
| 1989                        | Rusty Wallace    | Pontiac          |
| 1990                        | Davey Allison    | Ford             |
| 1991                        | Rusty Wallace    | Pontiac          |
| Food City 500               |                  |                  |
| 1992                        | Alan Kulwicki    | Ford             |
| 1993                        | Rusty Wallace    | Pontiac          |
| 1994                        | Dale Earnhardt   | Chevrolet        |
| 1995                        | Jeff Gordon      | Chevrolet        |
| 1996                        | Jeff Gordon      | Chevrolet        |
| 1997                        | Jeff Gordon      | Chevrolet        |
| 1998                        | Jeff Gordon      | Chevrolet        |
| 1999                        | Rusty Wallace    | Ford             |
| 2000                        | Rusty Wallace    | Ford             |
| 2001                        | Elliott Sadler   | Ford             |
| 2002                        | Kurt Busch       | Ford             |
| 2003                        | Kurt Busch       | Ford             |
| 2004                        | Kurt Busch       | Ford             |
| 2005                        | Kevin Harvick    | Chevrolet        |
| 2006                        | Kurt Busch       | Dodge            |
| 2007                        | Kyle Busch       | Chevrolet        |
| 2008                        | Jeff Burton      | Chevrolet        |
| 2009                        | Kyle Busch       | Toyota           |
| 2010                        | Jimmie Johnson   | Chevrolet        |
| Jeff Byrd 500               |                  |                  |
| 2011                        | Kyle Busch       | Toyota           |
| Food City 500               |                  |                  |
| 2012                        | Brad Keselowski  | Dodge            |
| 2013                        | Kasey Kahne      | Chevrolet        |

Huidige races:
Can-Am Duel ·
Daytona 500 ·
Subway Fresh Fit 500 ·
Kobalt Tools 400 ·
Food City 500 ·
Auto Club 400 ·
STP Gas Booster 500 ·
NRA 500 ·
Aaron's 499 ·
Toyota Owners 400 ·
Bojangles' Southern 500 ·
FedEx 400 ·
Coca-Cola 600 ·
STP 400 ·
Pocono 400 ·
Quicken Loans 400 ·
Toyota/Save Mart 350 ·
Coke Zero 400 ·
Quaker State 400 ·
Camping World RV Sales 301 ·
Brickyard 400 ·
Gobowling.com 400 ·
Cheez-It 355 at The Glen ·
Pure Michigan 400 ·
Irwin Tools Night Race ·
AdvoCare 500 (Atlanta Motor Speedway) ·
Federated Auto Parts 400 ·
Geico 400 ·
Sylvania 300 ·
AAA 400 ·
Hollywood Casino 400 ·
Bank of America 500 ·
Camping World RV Sales 500 ·
Goody's Headache Relief Shot 500 ·
AAA Texas 500 ·
AdvoCare 500 (Phoenix International Raceway) ·
Ford EcoBoost 400

Voormalige races:

Buddy Shuman 276 ·
Budweiser 400 ·
Budweiser NASCAR 400 ·
Columbia 200 ·
Coors 420 ·
First Union 400 ·
Greenville 200 ·
Hickory 276 ·
Kobalt Tools 500 (Atlanta Motor Speedway) ·
Los Angeles Times 500 ·
Mountain Dew Southern 500 ·
Northern 300 ·
Pepsi 420 ·
Pepsi Max 400 ·
Pickens 200 ·
Pop Secret Microwave Popcorn 400 ·
Sandlapper 200 ·
Subway 400 ·
Tyson Holly Farms 400 ·
Winston Western 500